# Kate Sedley
Œuvres principales
- Série Roger le colporteur

Kate Sedley, pseudonyme de Brenda Margaret Lilian Honeyman Clarke, est une romancière anglaise née le 30 juillet 1926 à Bristol et morte le 28 février 2022. Elle est aussi auteur de fictions historiques et contemporaines publiées sous ses patronymes Brenda Honeyman de 1968 à 1979 et Brenda Clarke de 1978 à 1998.

## Biographie
Après des études à la Red Maid's School à Westbury-on-Trym, elle est employée en tant que commis au ministère du travail, de 1943 à 1955.
Écrivain à succès, elle publie depuis 1991 une série de romans policiers historiques, les enquêtes de Roger Chapman le colporteur, qui se déroulent au XVe siècle en Angleterre, en Écosse et en France.

## Œuvre

### Romans

#### Série policièreLes enquêtes de Roger le Colporteur
1. Death and the Chapman (1991) Publié en français sous le titre Le Colporteur et la mort, Paris, 10/18, coll. Grands Détectives no 2921, 1998
2. The Plymouth Cloak (1992) Publié en français sous le titre La Cape de Plymouth, Paris, 10/18, coll. Grands Détectives no 2922, 1998
3. The Hanged Man ou The Weaver's Tale (1993) Publié en français sous le titre La Corde au cou, Paris, 10/18, coll. Grands Détectives no 2956, 1998
4. The Holy Innocents (1994) Publié en français sous le titre Les Saints innocents, Paris, 10/18, coll. Grands Détectives no 3006, 1999
5. The Eve of Saint Hyacinth (1995) Publié en français sous le titre La Chanson du trouvère, Paris, 10/18, coll. Grands Détectives no 3069, 1999
6. The Wicked Winter (1995) Publié en français sous le titre Un cruel hiver, Paris, 10/18, coll. Grands Détectives no 3173, 2000
7. The Brothers of Glastonbury (1997) Publié en français sous le titre La Combe du Nocher, Paris, 10/18, coll. Grands Détectives no 3423, 2002
8. The Weaver's Inheritance (1998) Publié en français sous le titre La Fortune de l'échevin, Paris, 10/18, coll. Grands Détectives no 3543, 2003
9. The Saint John's Fern (1999) Publié en français sous le titre Le Songe du colporteur, Paris, 10/18, coll. Grands Détectives no 3670, 2004
10. The Goldsmith's Daughter (2001) Publié en français sous le titre La Fille de l'orfèvre, Paris, 10/18, coll. Grands Détectives no 3764, 2005
11. The Lammas Feast (2002) Publié en français sous le titre La Fête des moissons, Paris, 10/18, coll. Grands Détectives no 3930, 2006
12. Nine Men Dancing (2003) Publié en français sous le titre La Danse des neuf, Paris, 10/18, coll. Grands Détectives no 4025, 2007
13. The Midsummer Rose (2004) Publié en français sous le titre La Rose du solstice, Paris, 10/18, coll. Grands Détectives no 4055, 2007
14. The Burgundian's Tale (2005) Publié en français sous le titre Le Conte de la brodeuse, Paris, 10/18, coll. Grands Détectives no 4124, 2008
15. Prodigal Son (2006) Publié en français sous le titre Le Fils prodigue, Paris, 10/18, coll. Grands Détectives no 4170, 2008
16. The Three Kings of Cologne (2007) Publié en français sous le titre Les Trois Rois de Cologne, Paris, 10/18, coll. Grands Détectives no 4237, 2009
17. The Green Man (2008) Publié en français sous le titre La Rose et le Chardon, Paris, 10/18, coll. Grands Détectives no 4289, 2009
18. The Dance of Death (2009) Publié en français sous le titre La Danse macabre, Paris, 10/18, coll. Grands Détectives no 4357, 2010
19. The Wheel of Fate (2010) Publié en français sous le titre Le Destin du colporteur, Paris, 10/18, coll. Grands Détectives no 4424, 2011
20. The Midsummer Crown (2011) Publié en français sous le titre Les Filles d'Albion, Paris, 10/18, coll. Grands Détectives no 4601, 2012
21. The Tintern Treasure (2012) Publié en français sous le titre Le Trésor de Tintern, Paris, 10/18, coll. Grands Détectives no 4713, 2013
22. The Christmas Wassail (2013) Publié en français sous le titre Le Noël des masques, Paris, 10/18, coll. Grands Détectives no 4781, 2014

### Autre roman
- For King and Country (2006)

### Romans signés Brenda Honeyman
- The Warrior King ou Harry the King (1967)
- Richard by Grace of God (1968)
- The Kingmaker (1969)
- Last of the Barons (1969)
- Richmond and Elizabeth (1970)
- Harry the King (1971)
- Brother Bedford (1972)
- Good Duke Humphrey (1973)
- King's Minions (1974)
- Queen and Mortimer (1974)
- All the King's Sons (1976)
- Golden Griffin (1976)
- At the King's Court (1977)
- The King's Tale (1977)
- Macbeth, King of Scots (1977)
- Harold of the English (1979)

### Romans signés Brenda Clarke
- Richmond and Elizabeth (1971)
- Harry the King (1972)
- Edward the Warrior (1975)
- All the King's Sons (1976)
- All the King's Court (1977)
- Emma, the Queen (1978)
- Glass Island (1978)
- The Lofty Banners (1979)
- Far Morning (1982)
- All Through the Day (1983)
- A Rose in May (1984)
- Three Women (1985)
- Winter Landscape (1986)
- Under Heaven (1988)
- Equal Chance (1989)
- Sisters and Lovers (1990)
- Beyond the World (1991) Publié en français sous le titre Au-delà du monde, Paris, J'ai lu no 3618, 1994
- Riches of the Heart (1991)
- A Durable Fire (1993)
- Sweet Auburn (1995)
- Richard Plantagenet (1997)
- Last of the Barons (1998)
- The Warrior King (1998)
- A Royal Alliance (1998)

## Sources
- Claude Mesplède (dir.), Dictionnaire des littératures policières, vol. 2 : J - Z, Nantes, Joseph K, coll. « Temps noir », 2007, 1086 p. (ISBN 978-2-910-68645-1, OCLC 315873361), p. 744-745.